# داگلاس دی‌سی-۸ (موتور هواپیما)
داگلاس دی‌سی-۸ (به انگلیسی: Douglas DC-8 (piston airliner)) یک موتور هواگرد ساختِ کارخانهٔ شرکت هواپیماسازی داگلاس در کشور ایالات متحده آمریکا است.